# Clinton (Oklahoma)
Clinton is een plaats (city) in de Amerikaanse staat Oklahoma, en valt bestuurlijk gezien onder Custer County en Washita County.

## Demografie
Bij de volkstelling in 2000 werd het aantal inwoners vastgesteld op 8833. In 2006 is het aantal inwoners door het United States Census Bureau geschat op 8448, een daling van 385 (-4,4%).

## Geografie
Volgens het United States Census Bureau beslaat de plaats een oppervlakte van 23,1 km², geheel bestaande uit land. Clinton ligt op ongeveer 504 m boven zeeniveau.

## Plaatsen in de nabije omgeving
De onderstaande figuur toont nabijgelegen plaatsen in een straal van 24 km rond Clinton.
\

## Geboren in Clinton
- Toby Keith (1961-2024), zanger en acteur